# Arion von Lesbos

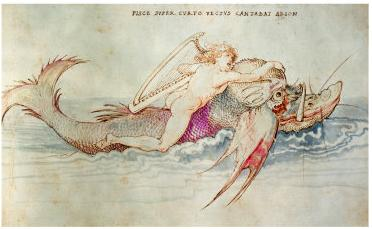
Albrecht Dürer: Arion reitet einen Delphin, 1514

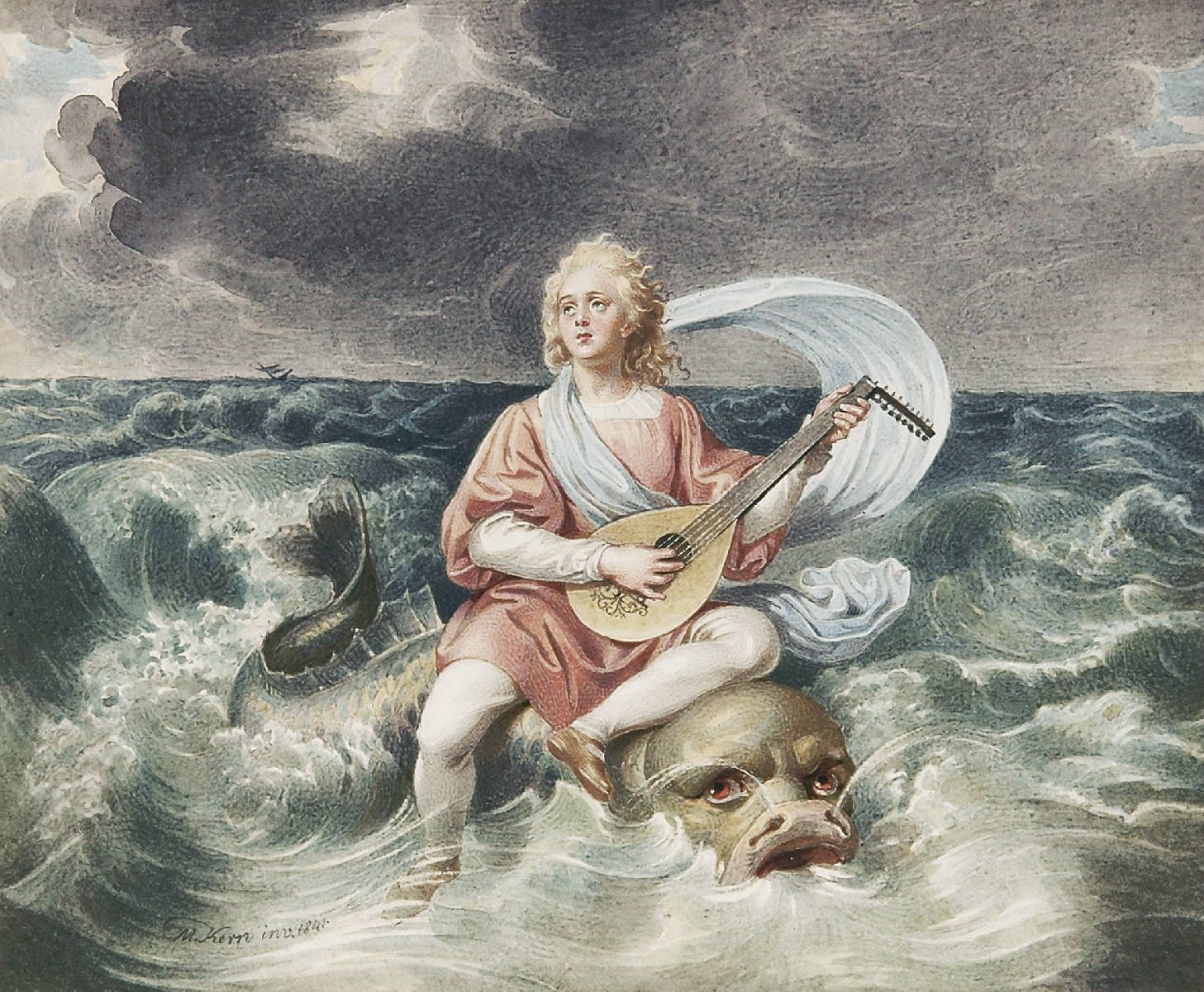
Der arme Sänger, Aquarell von Matthäus Kern, 1841

Arion von Lesbos (altgriechisch Ἀρίων) war ein griechischer Kitharöde (Sänger und Dichter) im 7. Jahrhundert v. Chr.

## Leben
Arion von Lesbos stammte aus Mithymna auf Lesbos, verbrachte aber einen großen Teil seines Lebens als Künstler am Hof des Tyrannen Periander von Korinth (um 600 v. Chr.), wo er zu großem Ruhm und Reichtum gelangte.
Arion entwickelte den Dithyrambos, ursprünglich Teil des Dionysoskultes, zu einer vollendeten Kunstform, einem Chor mit weltlichen Texten, aus dem sich schließlich die griechische Tragödie entwickelte. Er gilt auch als Erfinder der kyklischen Chöre. Von den Liedern und Gedichten, die er geschrieben haben soll, ist keines erhalten.

## Mythos

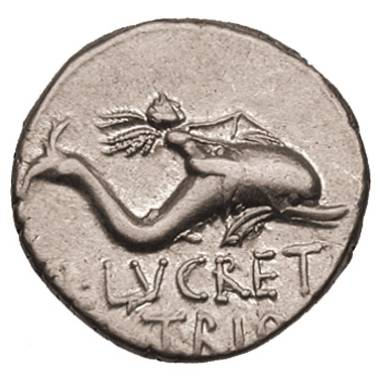
Knabe auf einem Delphin reitend, Revers eines römischen Denarius, um 76 v. Chr.

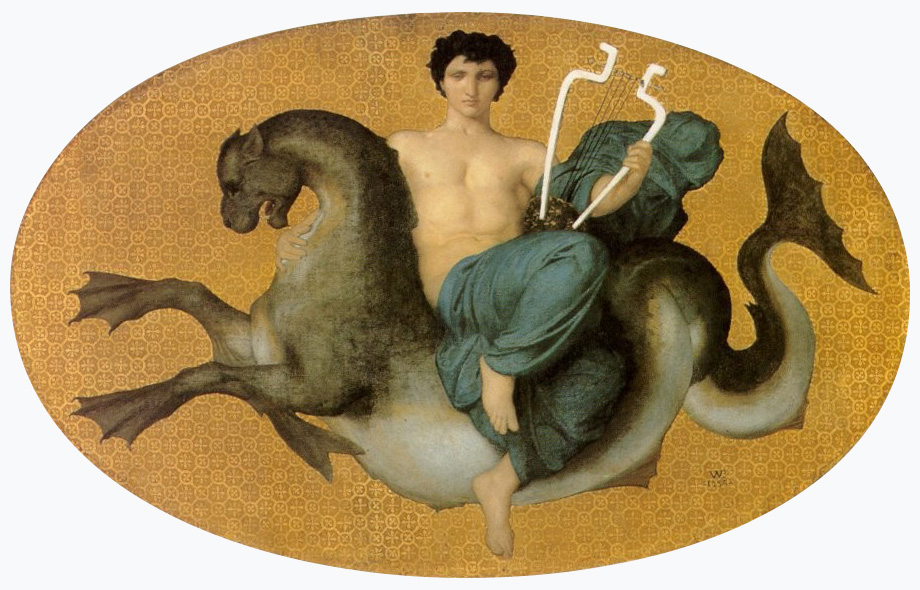
Arion auf einem Seepferd, Gemälde von William Adolphe Bouguereau, 1855 (Cleveland Museum of Art)

Aus dem Leben Arions ist wenig bekannt außer einer Legende, die zuerst Herodot (1, 23 f.) dem Sänger zuschrieb: Um seinen Ruf auch in fremden Ländern zu mehren, besuchte Arion Sizilien, wo er zum umjubelten Sieger eines Sängerwettstreites wurde und sich mit Reichtümern überhäuft auf den Heimweg machte.
Seine Schätze weckten den Neid der Schiffsleute, die ihn vor die Wahl stellten, über Bord zu springen oder ermordet zu werden. Allerdings gewährten sie seinen Wunsch, ein letztes Lied zu singen. Als Arion seinen Gesang anstimmte, erschien bald eine Gruppe Delphine beim Schiff, danach stürzte der Sänger sich in die Fluten. Einer der Delphine trug Arion auf seinem Rücken, bis er bei Tainaron wohlbehalten das Land erreichte und seine Heimreise nach Korinth fortsetzen konnte. Dort erwartete die verbrecherischen Schiffsleute ihre Strafe, dem Delphin zu Ehren wurde aber ein Denkmal errichtet. Das Sternbild Delphin wurde in manchen Überlieferungen gedeutet als Arion, auf einem Delphin reitend, der von Apollon, dem Gott der Musik, an den Himmel versetzt wurde.